# I. e. 149
Évszázadok: i. e. 3. század – i. e. 2. század – i. e. 1. század
Évtizedek: i. e. 190-es évek – i. e. 180-as évek – i. e. 170-es évek – i. e. 160-as évek – i. e. 150-es évek – i. e. 140-es évek – i. e. 130-as évek – i. e. 120-as évek – i. e. 110-es évek – i. e. 100-as évek – i. e. 90-es évek
Évek: i. e. 154 – i. e. 153 – i. e. 152 – i. e. 151 –  i. e. 150 – i. e. 149 – i. e. 148 – i. e. 147 – i. e. 146 – i. e. 145 – i. e. 144

## Események

### Róma
- Manius Maniliust és Lucius Marcius Censorinust választják consulnak.
- A szenátus hadat üzen Karthágónak. Elkezdődik a harmadik pun háború. L. Marcius consul lesz a flotta, M'. Manilius a hadsereg vezetője. 80 ezer gyalogost és 4 ezer lovast gyűjtenek össze Szicíliában, majd hajóznak át az észak-afrikai Uticába, amely átáll a rómaiak oldalára.
- A rómaiak ostrom alá veszik Karthágót.
- Servius Sulpicius Galbát bíróság elé idézik, amiért az előző évben hitszegő módon lemészároltatta és rabszolgának adatta el a luzitánok tízezreit. Galba síró családtagjaival jelenik meg a bíróság előtt és felmentik.

### Hellenisztikus birodalmak
- Makedóniában egy Andriszkosz nevű kalandor Perszeusz király fiának, Philipposznak adja ki magát és felkelést szít Róma ellen. Legyőzi a római helyőrségeket és felveszi a kapcsolatot Karthágóval.
- Bithüniában II. Nikomédész apjával, II. Prusziasszal szemben királlyá kiáltja ki magát. II. Attalosz pergamoni király segítségével legyőzi apját, akit katonái meggyilkolnak.

## Halálozások
- Marcus Porcius Cato, római hadvezér és államférfi
- II. Prusziasz, bithüniai király

## Fordítás
- Ez a szócikk részben vagy egészben  a(z)   149 av. J.-C. című francia Wikipédia-szócikk ezen változatának fordításán alapul.  Az eredeti cikk szerkesztőit annak laptörténete sorolja fel. Ez a jelzés csupán a megfogalmazás eredetét és a szerzői jogokat jelzi, nem szolgál a cikkben szereplő információk forrásmegjelöléseként.